# Сусенгерд
Сусенгерд(перс. سوسنگرد‎) — город на юго-западе Ирана в остане Хузестан. Административный центр шахрестана Дешт-э-Азадеган.
Сусенгерд длительное время находился под контролем иракских войск и сильно пострадал во время ирано-иракской войны.

## География
Город находится на западе Хузестана, в северо-западной части Хузестанской равнины, на высоте 16 м над уровнем моря. Сусенгерд расположен на расстоянии приблизительно 50 км к северо-западу от Ахваза, административного центра остана и на расстоянии 37 км от границы с Ираком.

## Население
На 2006 год население составляло 43 591 человек.
| 1986   | 1991   | 1996   | 2006   |
| ------ | ------ | ------ | ------ |
| 30 440 | 34 421 | 39 225 | 43 591 |